# Vjekoslav Luburić
Vjekoslav Luburić (6 tháng 3 năm 1914 – 20 tháng 4 năm 1969) là một sĩ quan Ustaše người Croatia đảm trách vị trí đứng đầu hệ thống các trại tập trung ở Nhà nước Độc lập Croatia (tiếng Croatia: Nezavisnoj Državi Hrvatskoj - NDH) trong Chiến tranh thế giới thứ hai. Luburić cũng đích thân sát sao và lãnh đạo vụ diệt chủng người Serbia, người Do Thái và người Digan của NDH. Phạm nhiều tội ác chiến tranh, ông nổi tiếng là kẻ tàn bạo nhất trong giới chỉ huy Ustaše. Do đó, ông còn bị gọi là "đồ tể".
Sau chiến tranh, ông chỉ huy nhóm du kích hậu Ustaše Križari chống lại nhà nước Nam Tư mới, rồi chạy sang Tây Ban Nha dưới chế độ Franco. Năm 1957, Luburić thành lập tổ chức khủng bố lưu vong Kháng chiến Dân tộc Croatia (tiếng Croatia: Hrvatski narodni odpor — HNO).
Sáng 21 tháng 4 năm 1969, con trai Luburić phát hiện xác cha mình đẫm máu trong phòng ngủ. Luburić được xác định bị giết, nguyên nhân tử vong là sặc máu của chính mình một ngày trước đó. Luburić được chôn cất ở Madrid. Đám tang của ông có đến hàng trăm người theo chủ nghĩa dân tộc Croatia mặc quân phục Ustaše hô vang khẩu hiệu Ustaše và lời chào phát xít.

#### Hoạt động thanh lọc ban đầu

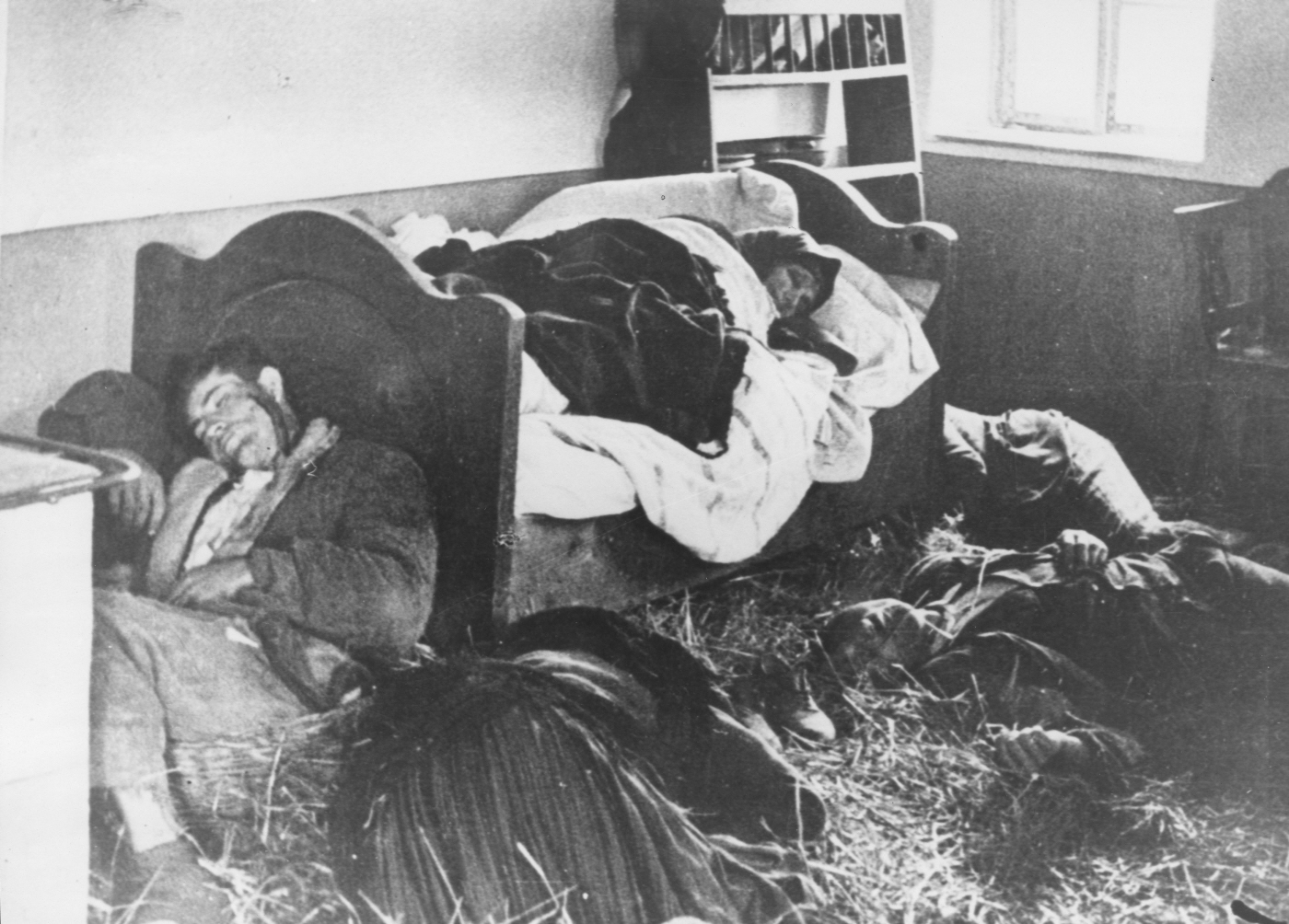
Một gia đình người Serb bị giết năm 1941

#### Trại tập trung Jasenovac

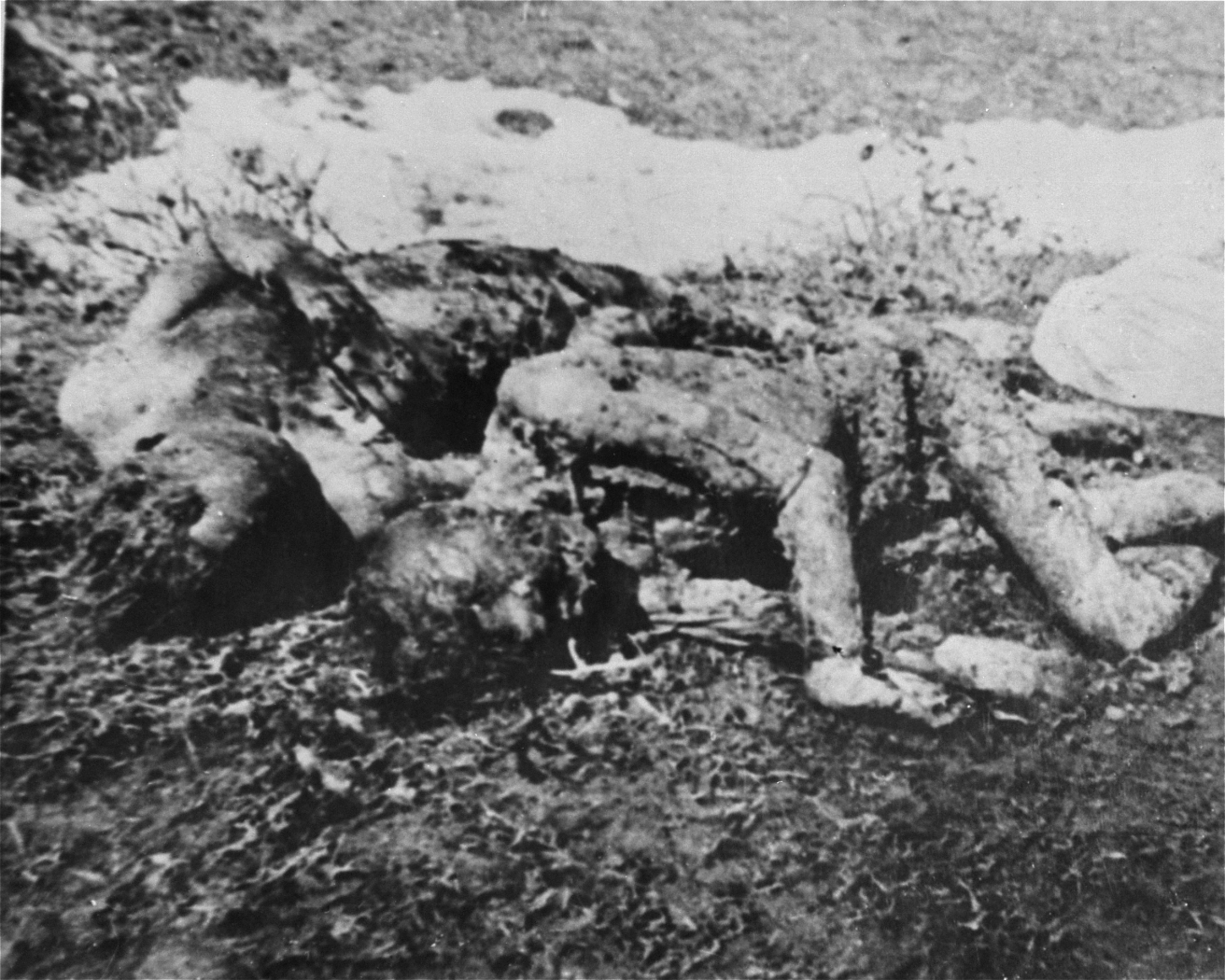
Thi thể tù nhân Trại tập trung Jasenovac

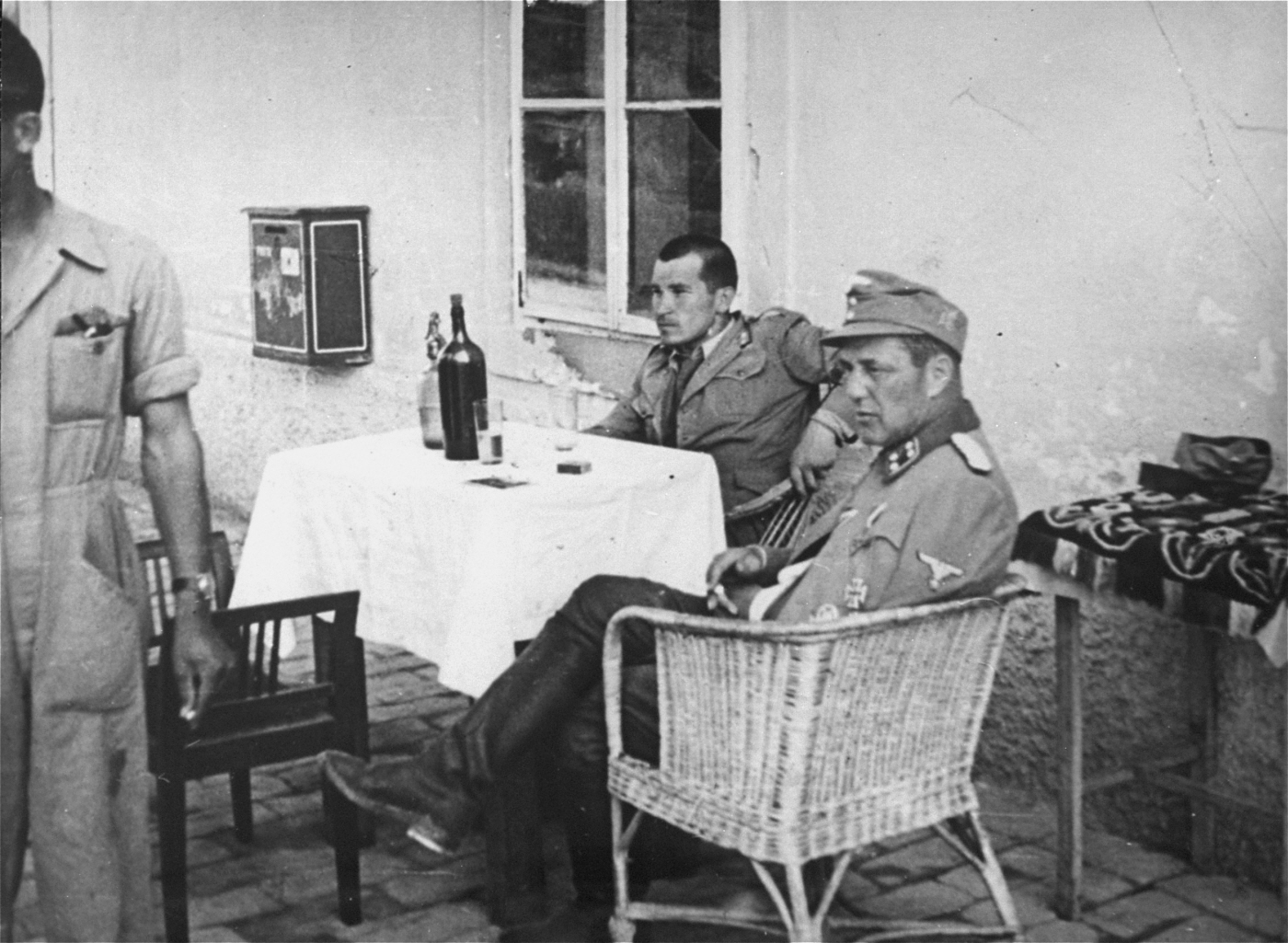
Luburić ngồi cùng sĩ quan Đức tại Stara Gradiška, tháng 6 năm 1942

#### Tấn công Kozara

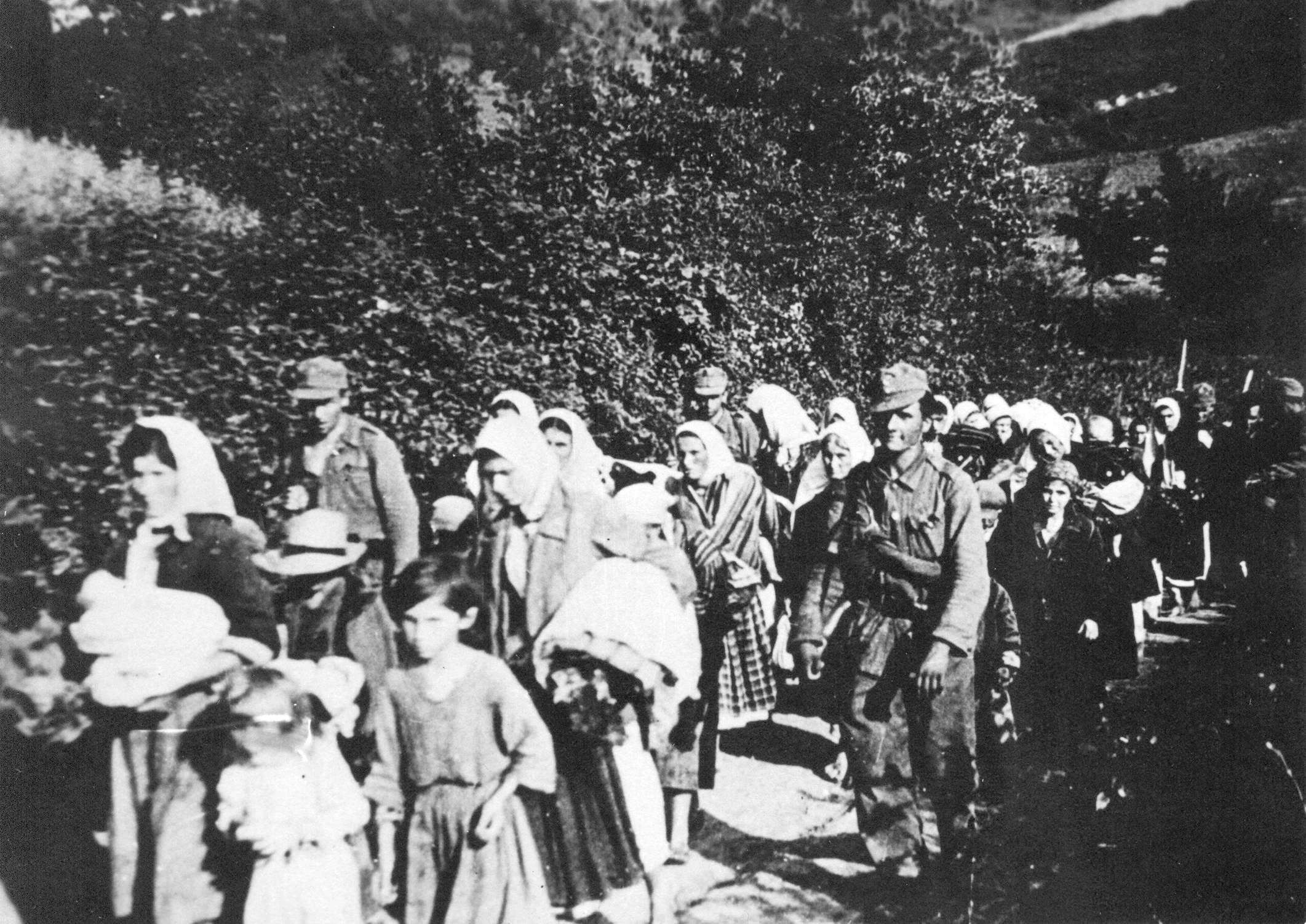
Ustaše giải dân làng đi sau khi tấn công Kozara tháng 6 năm 1942

## Tiểu sử